# Bipes
Bipes es un género de anfisbénidos, el único representante vivo de la familia Bipedidae. Se trata de los únicos anfisbénidos con patas delanteras del mundo.

## Especies
Se reconocen las siguientes:
- Bipes biporus (Cope, 1894)
- Bipes canaliculatus Bonnaterre, 1789
- Bipes tridactylus (Dugès, 1894)

## Descripción
Son anfisbenios que conservan sus extremidades anteriores solamente, las cuales (al igual que su cabeza) utilizan para cavar.

## Hábitat
Esta familia es endémica de México. Sus ejemplares cavan y viven en pequeños túneles.